# Viganj
Viganj je vesnice patřící do opčiny Orebić v Chorvatsku, v Dubrovnicko-neretvanské župě. V roce 2011 zde žilo 283 obyvatel.

## Poloha
Malý přístav s letoviskem je situován v jihozápadní části poloostrova Pelješac, v široké zátoce západně od mysu Sveti Liberan, 8 km západně od Orebiće, při Pelješacké transverzále. Má výborné podmínky pro windsurfing a kitesurfing, díky v léte převládajícímu větru mistrál. Díky chráněné poloze má bohatou a neobvyklou vegetaci, kterou v minulosti do vesnice přivezli místní námořnici.

## Galerie

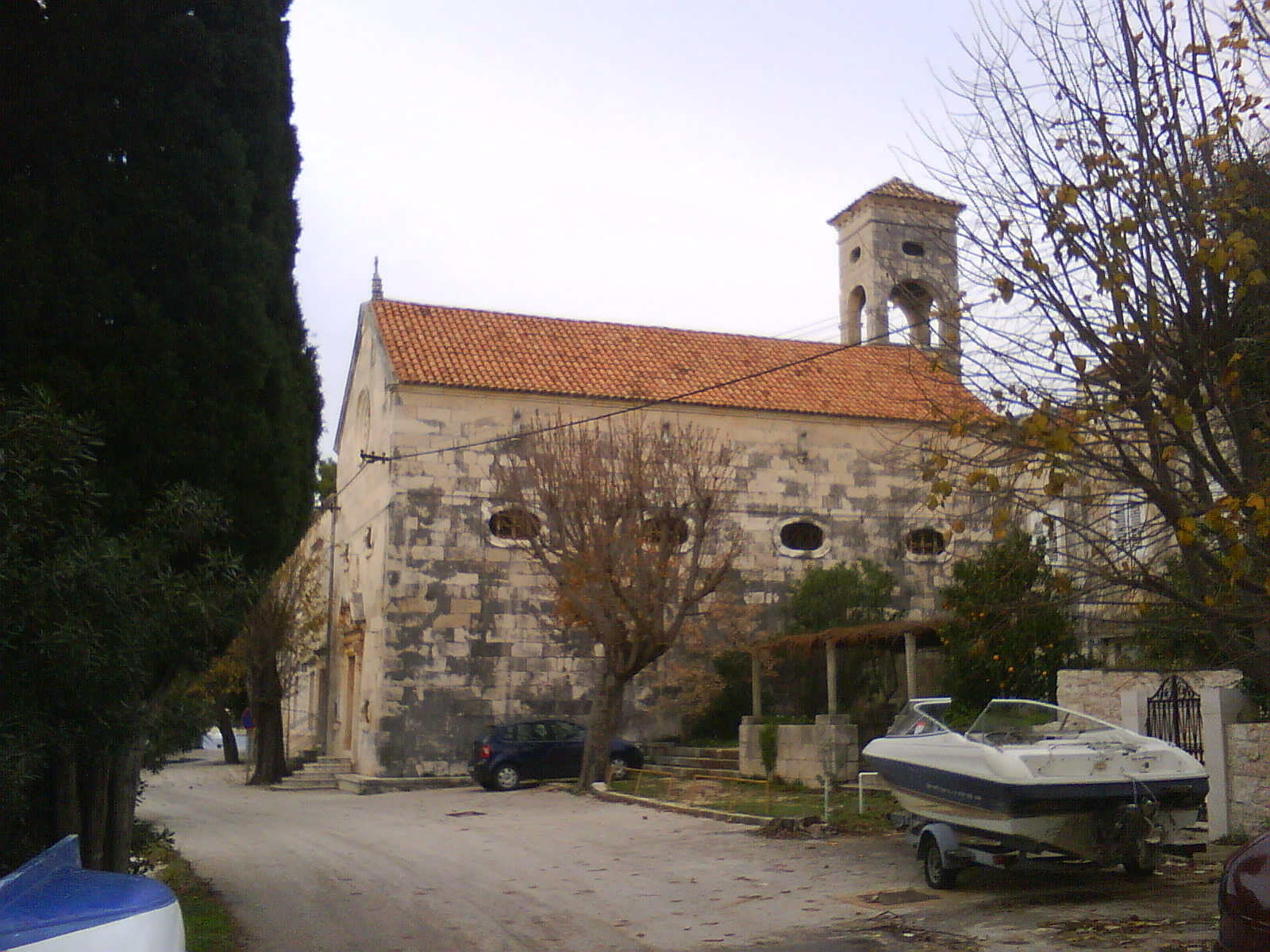
Kostel sv. Rozálie
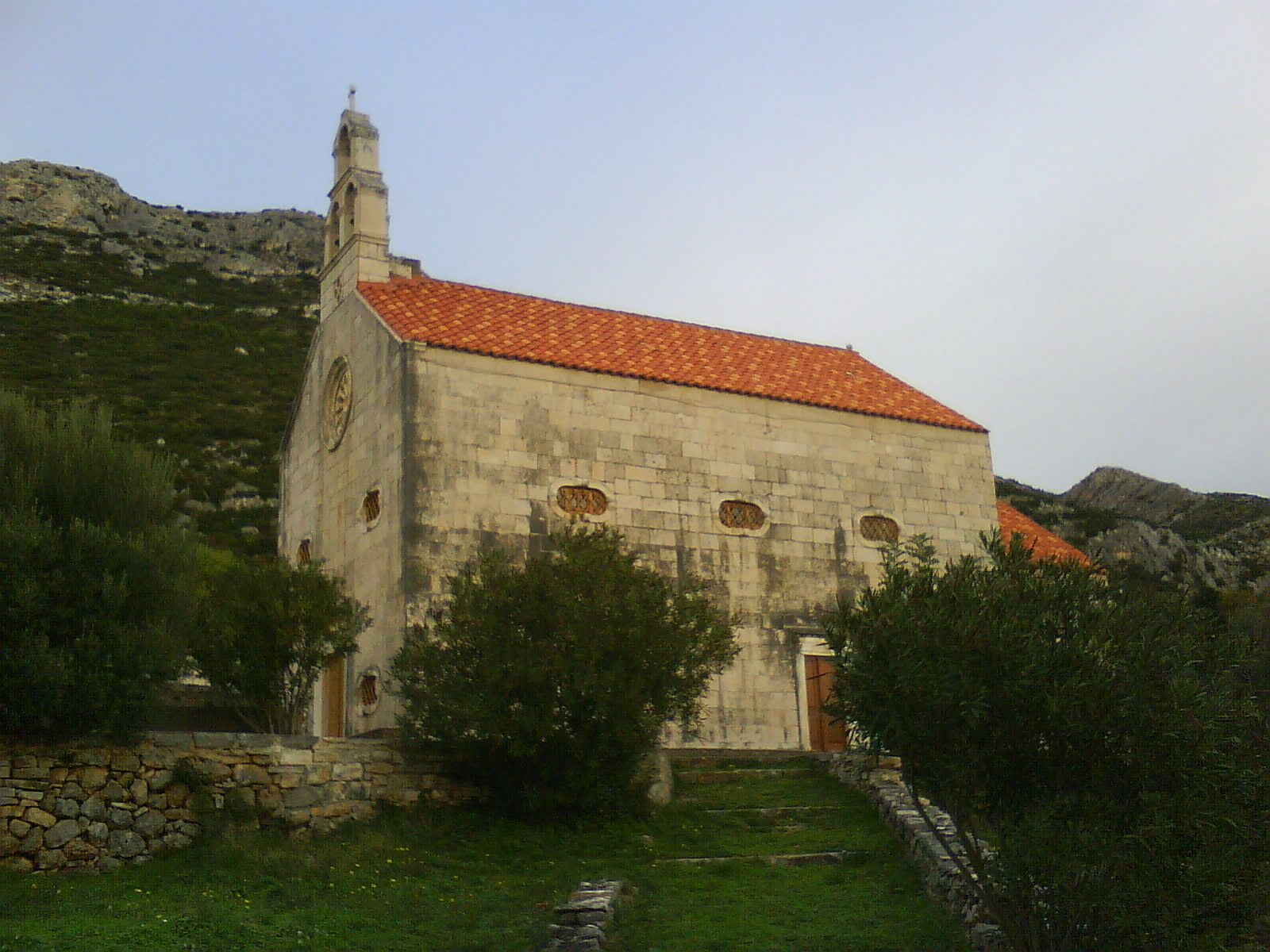
Hřbitovní kostel sv. Michaela
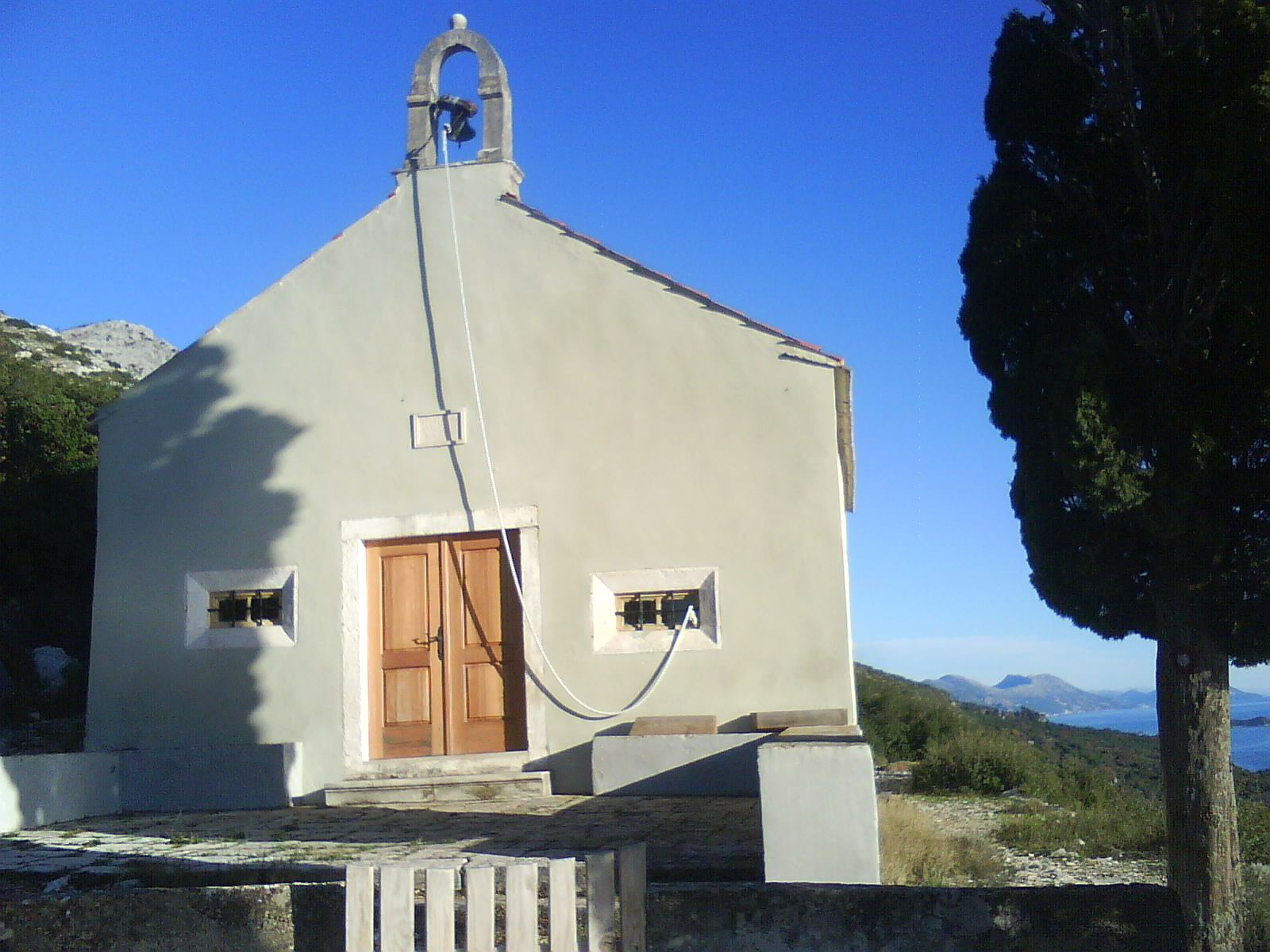
Kaple Panny Marie
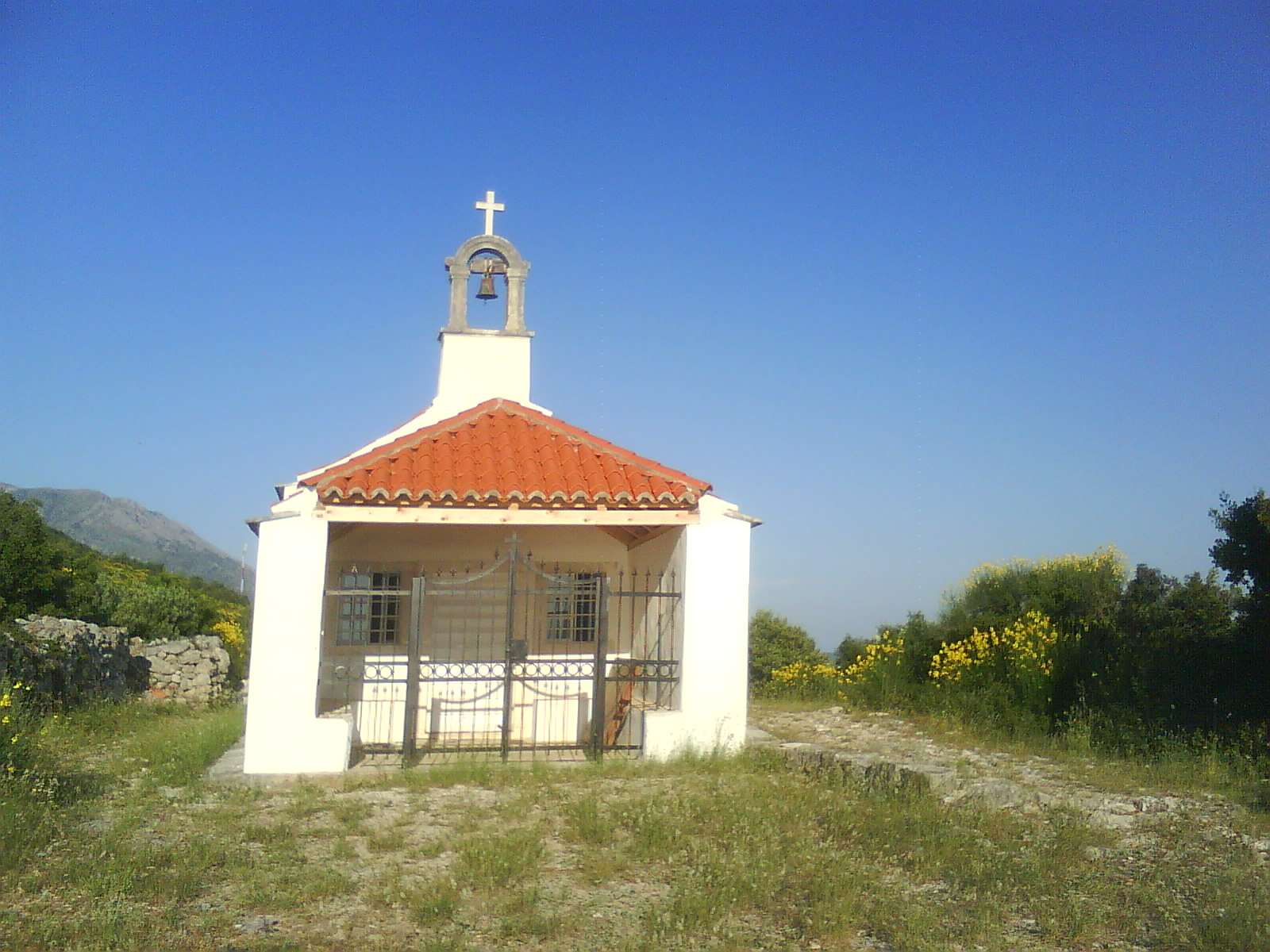
Kaple sv. Jana
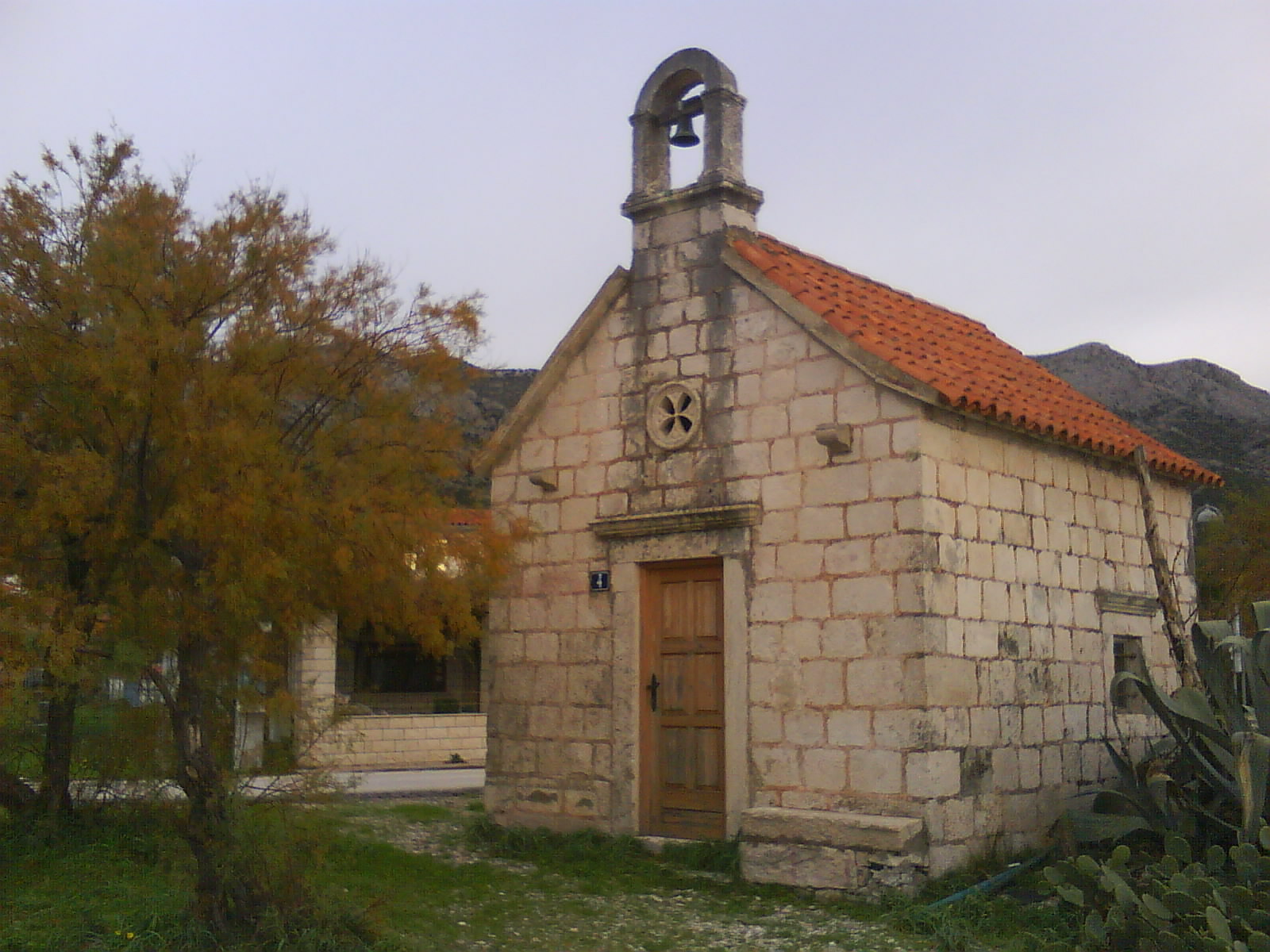
Kaple sv. Liberana
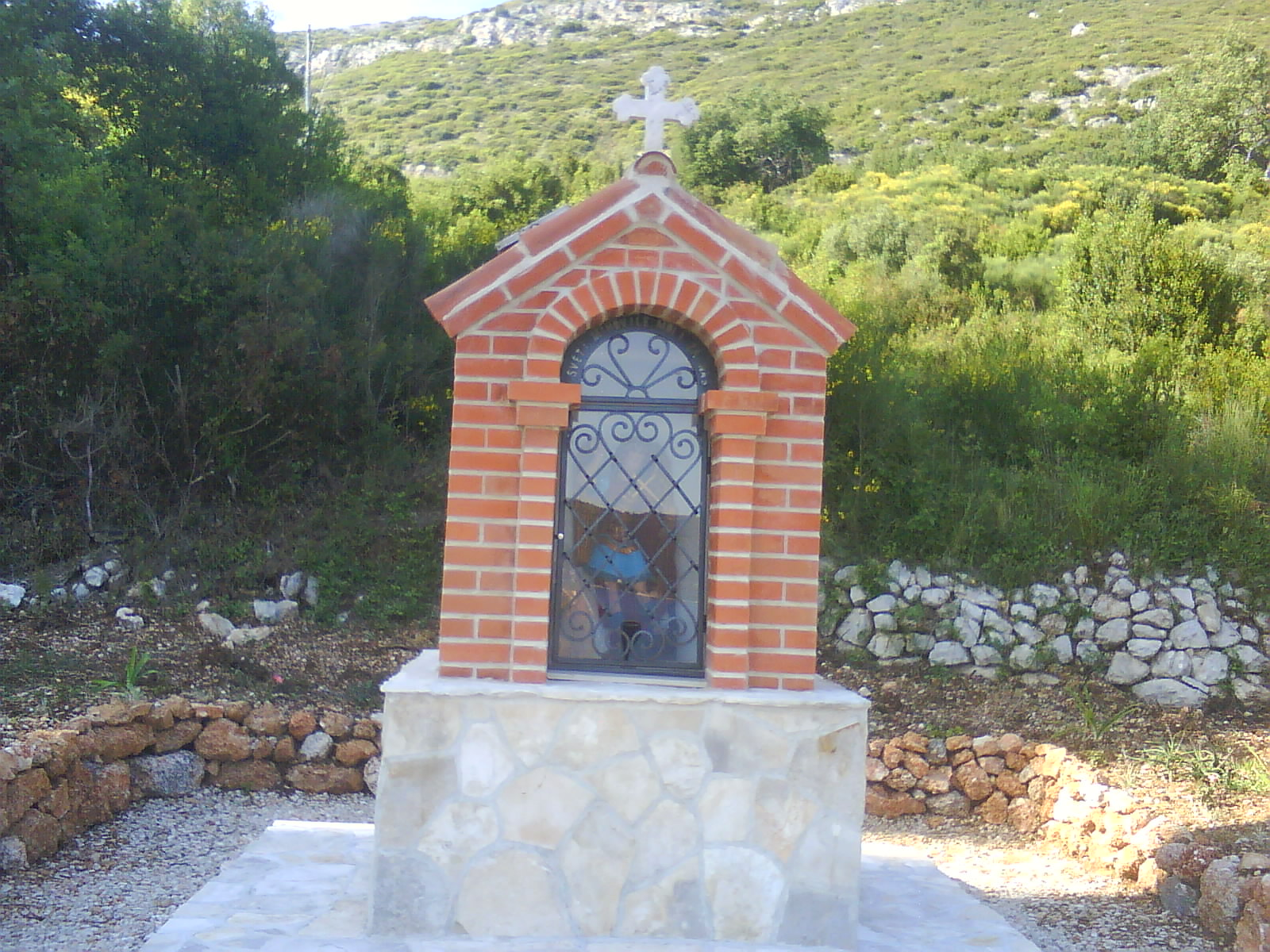
Kaple sv. Michaela
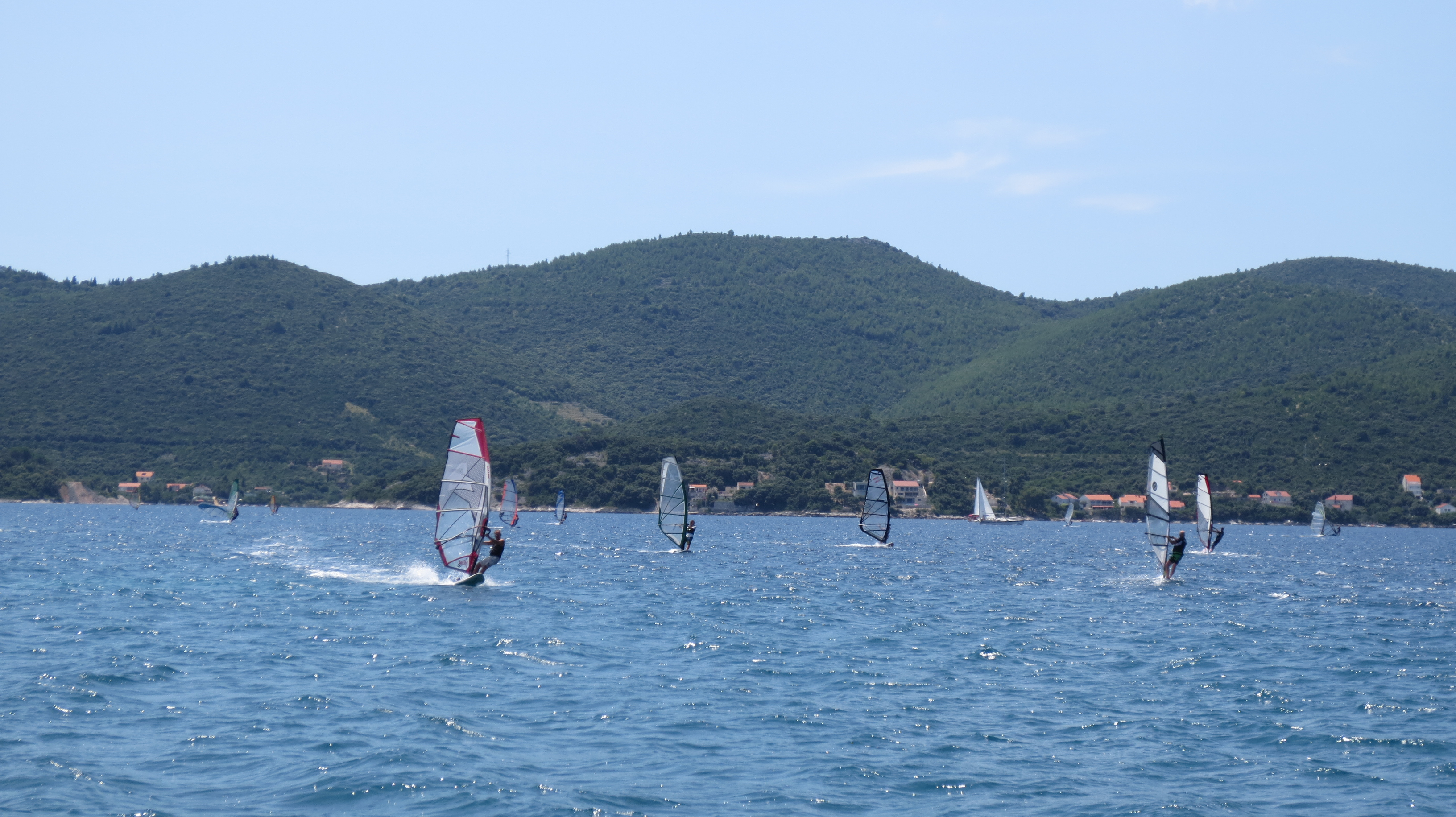
Windsurfing
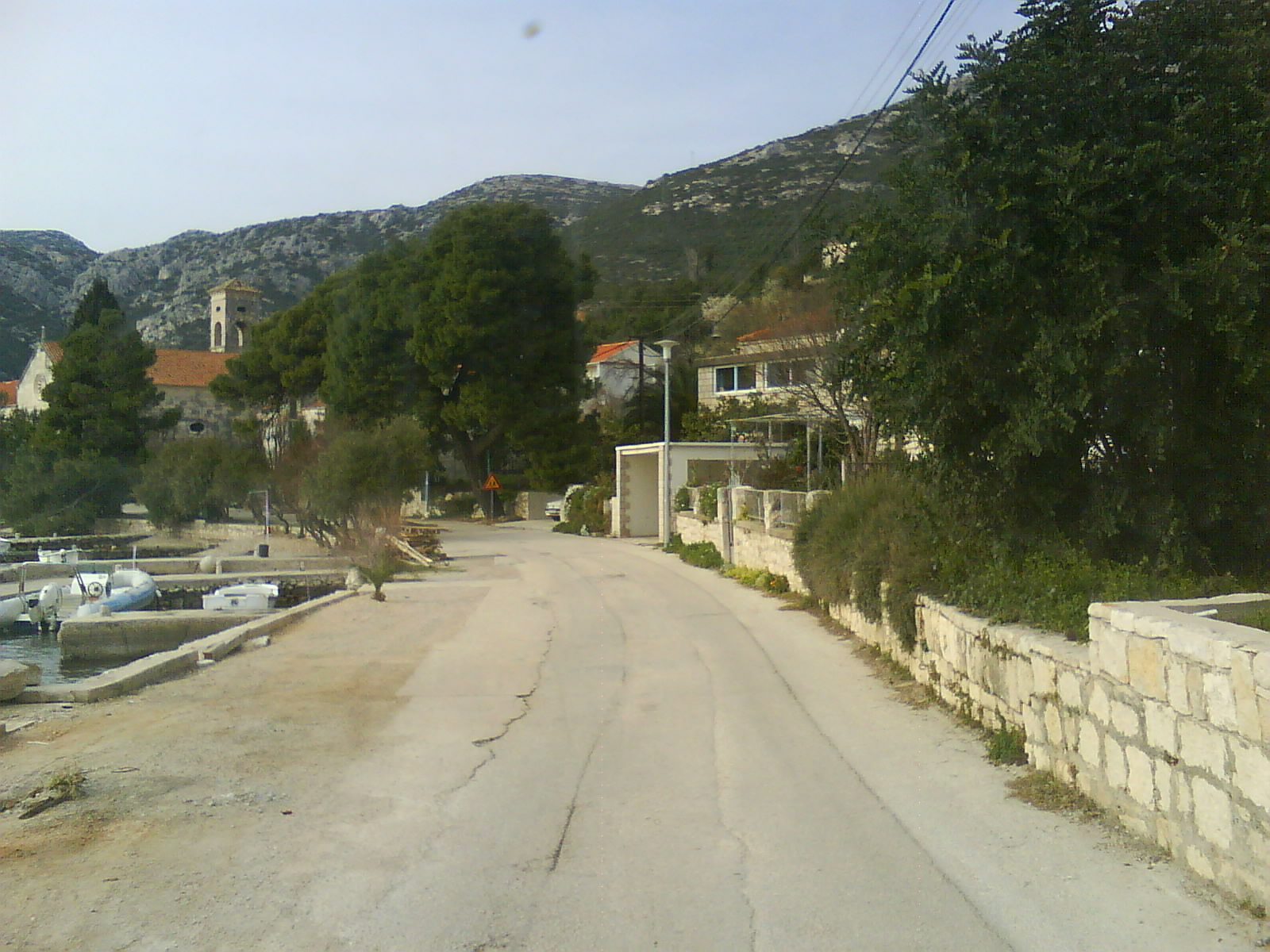
Viganj